# Nikola Tomašić
Nikola Tomašić (ur. 13 stycznia 1864 w Zagrzebiu, zm. 29 maja 1918 w Trešćerovacu) – chorwacki polityk i prawnik, ban Chorwacji w latach 1910–1912.

## Życiorys
W 1887 roku uzyskał stopień doktora prawa na Uniwersytecie w Zagrzebiu. Na tej uczelni pracował jako wykładowca. Specjalizował się w historii prawa. W latach 1890–1891 pracował jako asystent ministerialnego sekretarza w Budapeszcie.
W latach 1887–1906 sprawował mandat poselski. W 1903 roku był ministrem ds. chorwackich. Był bliskim współpracownikiem Károly’a Khuen-Héderváry’ego. W 1910 roku został banem Chorwacji, współpracując z Koalicją Chorwacko-Serbską.
Był założycielem Hrvatsko-slavonskiej hipotekarnej banki. Posiadał honorowe członkostwo w Chorwackiej Akademii Nauki i Sztuki.

## Wybrane prace
- Počela pogodbe i Pacta in favorem tertii (1892)
- Temelji državnoga prava Hrvatskoga Kraljevstva (1910)[1]